# 音止瀑布
35°18′44″N 138°35′21″E / 35.31222°N 138.58917°E

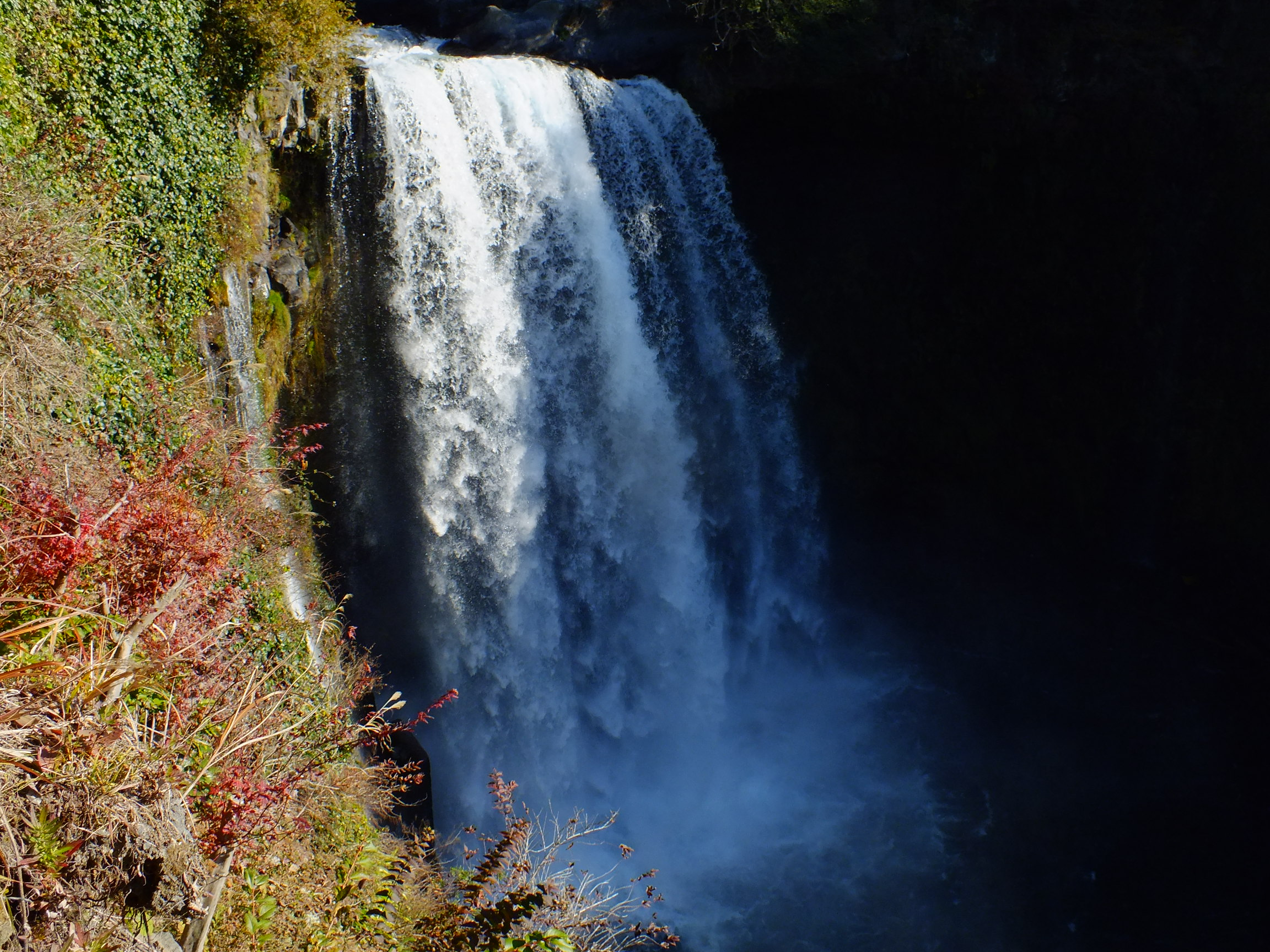
音止瀑布

音止瀑布（日语：／ Otodome-no-taki）是位於日本靜岡縣富士宮市的一座瀑布，和其附近的另一座瀑布白糸瀑布並為日本瀑布百選之一。瀑布落差約25米，瀑幅較寬，和附近的白糸瀑布形成鮮明對比。傳說曾我祐成和時致曾在此處商議謀殺工藤祐經，但因為瀑布的轟鳴聲聽不到對方講話。在祈禱之後瀑布竟然變為無聲，音止瀑布因此得名。

## 另見
- 曾我兄弟復仇事件